# Босельсозен
Босельсозен (фр. Bosselshausen) — коммуна на северо-востоке Франции в регионе Гранд-Эст (бывший Эльзас — Шампань — Арденны — Лотарингия), департамент Нижний Рейн, округ Саверн, кантон Буксвиллер.
Площадь коммуны — 3,27 км², население — 174 человека (2006) с тенденцией к снижению: 158 человек (2013), плотность населения — 48,3 чел/км².

## Население
Население коммуны в 2011 году составляло 171 человек, в 2012 году — 164 человека, а в 2013-м — 158 человек.
| 1962 | 1968 | 1975 | 1982 | 1990 | 1999 | 2006 | 2008 | 2011 | 2012 | 2013 |
| ---- | ---- | ---- | ---- | ---- | ---- | ---- | ---- | ---- | ---- | ---- |
| 191  | 170  | —    | —    | —    | —    | 174  | 173  | 171  | 164  | 158  |

Динамика населения:

## Экономика
В 2010 году из 105 человек трудоспособного возраста (от 15 до 64 лет) 82 были экономически активными, 23 — неактивными (показатель активности 78,1 %, в 1999 году — %). Из 82 активных трудоспособных жителей работали 79 человек (41 мужчина и 38 женщин), трое числились безработными (двое мужчин и одна женщина). Среди 23 трудоспособных неактивных граждан 3 были учениками либо студентами, 14 — пенсионерами, а ещё 6 — были неактивны в силу других причин.